# رشتاباد جدید
رشتاباد جدید یکی از روستاهای استان آذربایجان شرقی است که در دهستان آذغان بخش مرکزی شهرستان اهر واقع شده‌است.این روستا ۴۲ نفر جمعیت دارد.